# Curtiss-Wright XF-87 Blackhawk
Curtiss-Wright XF-87 Blackhawk (định danh cũ XP-87) là một mẫu thử máy bay tiêm kích đánh chặn mọi thời tiết của Hoa Kỳ.

## Biến thể

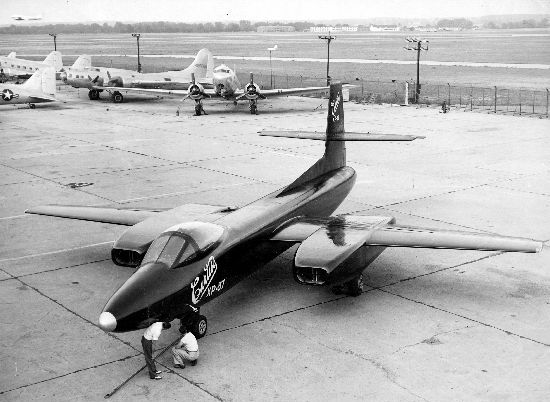
XP-87 với C-47 và B-17

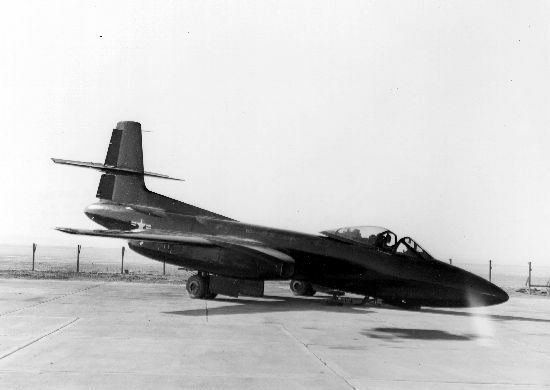
XP-87
XF-87
F-87A
RF-87A

## Tính năng kỹ chiến thuật (XF-87)
Dữ liệu lấy từ Curtiss Aircraft 1907–1947
Đặc điểm tổng quát
- Tổ lái: 2
- Chiều dài: 62 ft 10 in (19,15 m)
- Sải cánh: 60 ft 0 in (18,28 m)
- Chiều cao: 20 ft 0 in (6,09 m)
- Diện tích cánh: 600 ft² (55,74 m²)
- Trọng lượng rỗng: 25.930 lb (11.786 kg)
- Trọng lượng cất cánh tối đa: 49.900 lb (22.682 kg)
- Động cơ: 4 × Westinghouse XJ34-WE-7 , 3.000 lbf (13,4 kN) mỗi chiếc

 Hiệu suất bay 
- Vận tốc cực đại: 600 mph (521 knot, 966 km/h)
- Tầm bay: 1.000 mi (870 hải lý, 1.610 km)
- Trần bay: 41.000 ft (12.500 m)
- Lên độ cao 35.000 ft (10.700 m): 13,8 phút

Trang bị vũ khí

- Súng: 4 × pháo 20 mm